# 达道湾工业园区管理委员会
达道湾工业园区管理委员会是中华人民共和国辽宁省鞍山市千山区下辖的一个类似乡级单位。

## 行政区划
下辖以下地区：
达到湾工业园区虚拟社区。